# Kuala I
Kuala I is een bestuurslaag in het regentschap Aceh Tengah van de provincie Atjeh, Indonesië. Kuala I telt 720 inwoners (volkstelling 2010).